# مسرح للسنوات المبكرة
مسرح السنوات المبكرة أو (TEY) هو مصطلح شامل للأحداث المسرحية المصممة لجمهور الأطفال ما قبل المدرسة (الذين تقل أعمارهم عن خمس أو ست سنوات من العمر). ويعتبر ذلك المسرح فئة فرعية من مسرح الجمهور الشبابي (TYA). يعرف ذلك المسرح في الولايات المتحدة الأمريكية كمسرح لصغار السن، أو (TVY).
تم تعريفه بأنه «المسرح المهني بقيادة البالغين الذين يؤدون لجمهور من الأطفال من عمر أشهر إلى الأطفال الصغار ما يقرب من سنة ونصف إلى سنتين يرافقهم أحد والدان أو رفيق بالغ. عادة ما يجلس الأطفال على حضنهم أو في عربة، ويشاهدون مسرحية - عادة ما تتراوح بين 30 و 45 دقيقة - مصممة خصيصا لهم». وبالإضافة إلى ذلك، أصبحت العروض للأطفال حديثي الولادة، متمركزة على الرابطة العاطفية ونظرية التعلق، والمزيد من الإنتاج التشاركي الذي يدعو الأطفال إلى دخول منطقة الأداء لفترة أمرا شائعا. حتى الإنتاجات التي تستهدف الأجنة والأمهات الحوامل تم إنشاؤها.

## تاريخ
ظهر ذلك المسرح في عام 1978 بعمل شركتين مقرهما لندن، مسرح كيت والعربة الزيتية. وقد وصف كريس سباير، مؤسس مسرح الأطفال الأصولي، مجموعة عيد الغطاس التي أدت إلى التجارب المبكرة في المسرح:
إن التحرك إلى المسرح تحت سن الخامسة كان سببه مناسبة قمنا فيها باصتحاب [زوجة سباير] كاثرين وابنه أختها [أوكليجا]، في الثالثة من عمرها حينها، لرؤية أداء أحد عروضنا للأطفال. وخلصت كاثرين إلى أن جوانب مختلفة من العرض أخافت آني، وقررت أن علينا تطوير شكل من أشكال المسرح مصممة خصيصا لتلبية الاحتياجات والمصالح والتركيزات لتمتد تحت سن الخامسة.
ذهب العديد من أعضاء مجموعة المسرح إلى إنشاء شركة «أويلي كارتيس إكسبلودينغ بانش وجودي» في عام 1981، واستمرت سلة الزيوت في إنتاج عرض واحد على الأقل في السنة للأطفال دون سن الخامسة، على الرغم من أنه لم يبدأ حتى عام 2002 العمل لأصغر الجماهير (ستة أشهر إلى سنتين)، مع جومبين 'الفاصوليا. في عام 1987، تم تقديم أول أداء للمواليد الجدد، جويل رولاندس سيرين بيرد، في فرنسا، في نفس الوقت الذي بدأ فيه لا باراكا - تيستوني راجزي الإيطالية حياتهم المهنية مع أكوا [المياه]. ودعي موظفو لا باراكا، روبرتو وفاليريا فرابيتي من قبل الموظفين في بولونيا نيدو [كريش] لتطوير ورشة عمل، وبعد ذلك الأداء، لأطفالهم الذين تتراوح أعمارهم بين 3 أشهر إلى 5 سنوات. هذا المشروع، الذي أصبح أكوا، يدعي أن يكون أول إنتاج غير الإنجليزية التي نظمت لهذه الفئة العمرية (وتحديدا، سن الهدف من سنتين إلى أربع سنوات). على مدى السنوات ال 25 التالية، كان لا باراكا في طليعة البحوث وخلق الخبرات المسرحية للجمهور الأصغر سنا، مع ما يقرب من ثلاثين مسرحيات مختلفة تنتج الآن للأطفال دون سن الخامسة. ومن أبرز الشركات المسرحية التي تنتج حاليا العروض الفنية مسرح مسرح الطاحونة ومسرح بوليجلوت (أستراليا) ومسرح تويهاوس (النمسا) وتيتر دي لا غيمباردي (بلجيكا) وتيتر ماي (الدانمرك) ومسرح البولكا ومسرح ريتس (إنجلترا) وأثينور وكومباغني أكتا (فرنسا)، مسرح هيليوس والمسرح أون (ألمانيا)، مسرح ريبلاي (أيرلندا الشمالية)، تيتر فوت (النرويج)، تيتر أتوفري (بولندا)، كومبانيا دي موسيكا تيترال (البرتغال)، أيون كريانغا (رومانيا)، ستاركاتشرز وكاترين ويلتر ثيتر كومباني (اسكتلندا) جنوب أفريقيا)، ولا كاسا إنسيرتا (إسبانيا)، وأوغونبليكستيترن وأونغا كلارا (السويد)، ومرحلة الخيال، ومسرح المسرح، وشركة مسرح الأطفال في مينيابوليس ومسرح التحالف من أجل الشباب جدا (الولايات المتحدة)، وتياتر إيولو (ويلز). وهناك أيضا العديد من المنظمات وجماعات الحملات التي كان تأثيرها أساسيا لنمو تي، وخاصة أسيتيج (المنظمة الدولية للترويج والبحث عن مسرح للأطفال والشباب)، وبرنامج الاتحاد الأوروبي 2000 الثقافة غليتربيرد وشبكة الحجم الصغير.

## أشكال المسرح للسنوات المبكرة
وقد تم تكييف جميع أشكال فن الأداء العام تقريبا لجماهير السنوات الأولى، بما في ذلك المسرح والرقص والأوبرا والمسرح الموسيقي والموسيقى الكلاسيكية والتنصيبية الفنية ومسرح الدمى. في الإنتاج المسرحي، تختلف الأشكال على نطاق واسع. الحكايات الخيالية والكتب المصورة وأدب الأطفال التقليدي كلها كانت مصدر إلهام للإنتاج السرد، وكذلك التلفزيون التجاري وأفلام الامتيازات، مثل عالم سمسم وديزني على الجليد. وتنتج إنتاجات أخرى قصصا أصلية أو تستخدم أشكالا أكثر تجريدا، بعد مرحلة ما بعد الدراما. وقال فرانسواز جيرباوليت، صانع المسرح الفرنسي، «أنا دائما مندهشة بعمق من جدية المتفرجين الرضع، ولا يفهم الأطفال، ويمتصون أصوات الأصوات، وموسيقى الكلمات، والقلق، والخوف، والحزن، والعنف، والحب، أنها تمتص كل منهم... الأطفال هم متفرجون مثالية».

## التقنيات المرتبطة المسرح للسنوات المبكرة

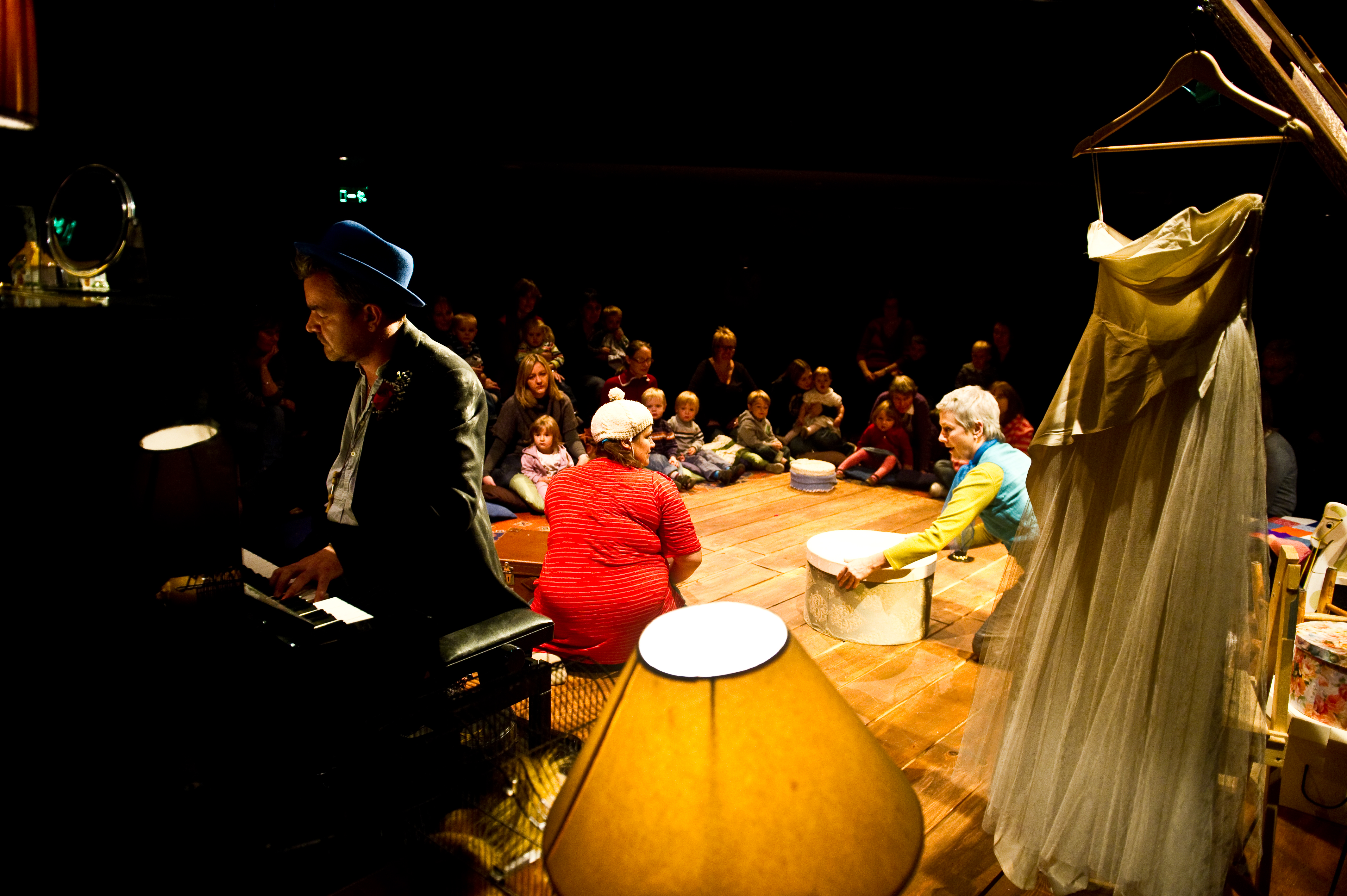
"العلية"، 2010. التي تنتجها ستاركاتشرز، اسكتلندا.

على الرغم من الإنتاجات العرضية المستمدة كليا من اقتراحات الأطفال الصغار جدا، يميل تي إلى أن يتم إنشاؤها من قبل الكبار، ولا يتميز أبدا بأداء فنيين محترفين، على الرغم من أنه في المملكة المتحدة هذا مسموح به من الناحية الفنية بموجب لائحة (أداء) حكومة المملكة المتحدة 1968. إن وجود المستأجرين عالمي، وذلك بسبب الاستحالة الأخلاقية الواضحة لفصل طفل صغير جدا عن جميع مقدمي الرعاية. تميل المنتجات إلى أن تكون حميمة في الحجم، مع جمهور صغير. غالبا ما لا يوجد جدار رابع في تي، حيث يتواصل الممثلون مع المتفرجين في جميع أنحاء. تجارب متعددة الحواس تستخدم الصوت والضوء واللمس والرائحة والتذوق للتفاعل مع جمهورهم. يتم النظر بعناية لاحتياجات الصغار جدا، بما في ذلك التغذية والنوم والذهاب إلى المرحاض، من قبل ممارسي المسرح.
يمكن تعريف تي من خلال تصميم هادف لها، مع الخبرات وضعت بعناية وخاصة بالنسبة للأطفال وصحبيهم البالغين؛ وهذا قد يعني الحضور إلى قضايا عملية مثل تخطيط الجلوس والحد من انقطاع التيار الكهربائي، توظيف المعرفة من علم النفس التنموي، علم الأعصاب والعلوم المعرفية لتصميم المنتجات إلى قدرات جمهور محدد بدقة (مثل مرحلة ما قبل اللفظي ولكن المحمول ما بين 12 و 18 شهرا)، أو تبني أطر سياسية مستوحاة من المادة 31 من اتفاقية الأمم المتحدة لحقوق الطفل.